# Aligarh
Aligarh (hindi nyelven: अलीगढ़) város Indiában, Uttar Prades szövetségi államban, Delhitől kb. 130 km-re DK-re. Lakossága 873 ezer, elővárosokkal 1,2 millió fő volt 2011-ben.
Egyetemi város, az indiai muszlim kultúra egyik központja. Itt található a Muszlim Egyetem, amelyet az angliai Oxfordi és Cambridge-i  Egyetem mintájára, a muzulmán reformer és oktató Szejjed Ahmad Khán (Syed Ahmed Khan) által 1875-ben alapított Angol Keleti Főiskolából hoztak létre 1920-ban.
A városban fémfeldolgozó gyár, valamint szőnyegeket, pamutot, zárakat készítő üzemek működnek. Jelentős a mezőgazdasági termények feldolgozása is.

## Történelem
A város nevének jelentése: magas erőd. Aligarh évszázadokig rádzsput erődítmény volt, míg a 16. század elején a mogulok bevették. A 18. század közepén a dzsatok, afgánok és maráthák heves harcokat vívtak érte.
Egyetemét később, az angolok támogatásával azért alapították, hogy a 19. század végén a muszlim arisztokrácia szellemi központja legyen a polgári irányzatú hindu Nemzeti Kongresszussal szemben.

## Fordítás
- Ez a szócikk részben vagy egészben  az   Aligarh, Uttar_Pradesh című angol Wikipédia-szócikk fordításán alapul.  Az eredeti cikk szerkesztőit annak laptörténete sorolja fel. Ez a jelzés csupán a megfogalmazás eredetét és a szerzői jogokat jelzi, nem szolgál a cikkben szereplő információk forrásmegjelöléseként.